# Orontobryum hookeri
Orontobryum hookeri är en bladmossart som beskrevs av Fleischer in Brotherus 1925. Orontobryum hookeri ingår i släktet Orontobryum och familjen Hylocomiaceae. Inga underarter finns listade i Catalogue of Life.